# 哈特蘭·史奈德
哈特蘭·斯威特·史奈德（英語：Hartland Sweet Snyder，1913年—1962年5月22日）是一名美國物理學家，他與羅伯特·歐本海默一起計算出愛因斯坦廣義相對論所描述的無壓力均直流體的重力塌縮，並發現它們收縮到一個徑向距離上，即史瓦西半徑。這後來被解釋為粒子在與黑洞奇異點相關的「事件視界」下消失的結局。近年來，特雷弗·馬歇爾（Trevor Marshall）表明，粒子軌跡在「事件視界」半徑處以無限大密度的殼結束，支持殼塌陷作為終點。史奈德的論點，即「恆星因此傾向於封閉自己，不與遠方的觀察者進行任何交流」，被引用為黑洞的早期推論，並沒有從他的模型中得出。只有無限大密度殼的最表面可以反射或發射輻射，需要沒有密度奇異點的解決方案來研究這個問題。
1955年，史奈德與莫里斯·戈德哈伯打賭，表明反質子是存在的，最後是史奈德賭贏。
他與恩尼斯特·科朗特一起撰寫的一些出版物為加速器物理學領域奠定了基礎。特別是，史奈德與科朗特和史丹利·李文斯頓一起開發了強聚焦原理，使現代粒子加速器成為可能。科朗特-史奈德參數，一種描述粒子在光束中分布的方法，是該貢獻的重要組成部分。